# Кубок Мітропи 1937
Кубок Мітропи 1937 — одинадцятий розіграш Кубка Мітропи. У ньому брали участь команди з Австрії, Угорщини, Італії, Чехословаччини, Швейцарії, а також з Югославії (після значної перерви) і Румунії (вперше).
Переможцем змагань вдруге у своїй історії став клуб «Ференцварош», котрий у фіналі переграв італійський «Лаціо» з загальним рахунком 9:6. Найкращим бомбардиром змагань став нападник «Ференцвароша» Дьордь Шароші з 12-ма голами.

## 1/8 фіналу
| Команда 1        | Заг. | Команда 2           | 1-й матч | 2-й матч |
| ---------------- | ---- | ------------------- | -------- | -------- |
| Венус (Бухарест) | 5:10 | Уйпешт              | 4:6      | 1:4      |
| Грассгоппер      | 6:5  | Простейов           | 4:3      | 2:2      |
| Болонья          | 2:7  | Аустрія (Відень)    | 1:2      | 1:5      |
| Славія (Прага)   | 3:5  | Ференцварош         | 2:2      | 1:3      |
| Хунгарія         | 2:4  | Лаціо               | 1:1      | 2:3      |
| Ферст (Відень)   | 4:2  | Янг Фелловз         | 2:1      | 0:1      |
| Адміра (Відень)  | 5:3  | Спарта (Прага)      | 1:1      | 2:2      |
| Дженова 1893     | 6:1  | Граджянскі (Загреб) | 3:1      | 3:0      |

### Перші матчі
| 1/8 фіналу 13 червня 1937 | Грассгоппер                                 | 4:3 | Простейов                         | Цюрих                                                    |  |
| | Рупф 20' 33' Мінеллі 51' (пен.) Біккель 78' |     | Кухта 47' Мелка 55' 59' Кастл 90' | Стадіон: Гардтурм Глядачі: 3500 Суддя: Ганс Франкенштайн |  |
| Грассгоппер: Віллі Губер, Северіно Мінеллі, Вальтер Вайлер, Германн Шпрінгер, Сіріо Вернаті, Сігмунн Гуттормсен, Альфред Біккель, Фріц Вагнер, Ойген Рупф, Макс Абегглен, Макс Фогель, тренер: Карл Раппан Простейов: Франтішек Ржитичка, Карел Бернашек, Рудольф Кос, Вацлав Боушка, Йозеф Штробль, Олдржих Квапил, Рудольф Дрозд, Войтех Кастл, Ян Мелка, Франтішек Кухта, Антонін Дуфек, тренер: Рудольф Крженек |                                             |     |                                   |                                                          |  |

| 1/8 фіналу 13 червня 1937 | Венус (Бухарест)                      | 4:6        | Уйпешт                                             | Бухарест                                                  |  |
| 18:00 CET | Хуміс 25' 71' Плоештяну 47' Груйн 55' | (протокол) | Тот 15' Каллаї 27' 90' Женгеллер 60' 81' Кочиш 72' | Стадіон: Арена Венус Глядачі: 18 000 Суддя: Бруно Пфюцнер |  |
| Венус: Карол Бурдан, Лазер Сфера, Георге Албу, Андрей Бербулеску, Васіле Гайн, Ніколае Горгорин, Сілвіу Плоештяну, Юліу Бодола, Костас Хуміс, Петре Вилков (к), Лучан Груйн, тренер: Ференц Платтко Уйпешт: Ласло Хаваш, Дьюла Футо (к), Петер Йоош, Дьюла Шереш, Дьордь Сюч, Анталь Салаї, Геза Кочиш, Ференц Пустаї, Ліпот Каллаї, Дьюла Женгеллер, Матяш Тот, тренер: Бела Яноші |                                       |            |                                                    |                                                           |  |

| 1/8 фіналу 13 червня 1937 | Болонья       | 1:2        | Аустрія (Відень)        | Болонья                                                   |  |
| | Регуццоні 35' | (протокол) | Ноймер 66' Сінделар 80' | Стадіон: Літторале Глядачі: 17 000 Суддя: Паль фон Герцка |  |
| Болонья: Карло Черезолі, Діно Фйоріні, Феліче Гаспері, Маріо Монтесанто, Мікеле Андреоло, Джордано Корсі, Джованні Бузоні, Рафаель Сансоне, Анджело Ск'явіо (к), Франсиско Федулло, Карло Регуццоні, тренер: Арпад Вейс Аустрія: Рудольф Церер, Вільгельм Копетко, Карл Сеста, Карл Адамек, Ганс Мок, Карл Андріц, Франц Ріглер, Вальтер Науш (к), Маттіас Сінделар, Камілло Єрусалем, Леопольд Ноймер, тренери: Вальтер Науш і Маттіас Сінделар |               |            |                         |                                                           |  |

| 1/8 фіналу 13 червня 1937 | Ферст Вієнна             | 2:1        | Янг Фелловз | Відень                                                      |  |
| 16:15 CET | Гшвайдль 36' Мольцер 76' | (протокол) | Лінгард 18' | Стадіон: Пратерштадіон Глядачі: 23 000 Суддя: Ярослав Влчек |  |
| Вієнна: Віктор Гавлічек, Карл Райнер, Віллібальд Шмаус, Отто Каллер, Леопольд Гофманн, Леонард Маху, Йозеф Мольцер, Фрідріх Гшвайдль, Ріхард Фішер, Фердинанд Барилі, Франц Ердль, тренер: Фрідріх Гшвайдль Янг Фелловз: Густав Шлегель, Карл Кун, Ганс Ніффелер, Робер Каес, Ганс Фонтрон, Едуард Мюллер, Ойген Дібольд, Рене Совен, Лайош Палі, Алессандро Фріджеріо, Лінгард, тренер: Отто Гафтль |                          |            |             |                                                             |  |

### Матчі-відповіді
| 1/8 фіналу 20 червня 1937 | Уйпешт                                 | 4:1        | Венус (Бухарест) | Будапешт                                                  |  |
| 18:00 CET | Женгеллер 29' 84' Вінце 43' Каллаї 51' | (протокол) | Хуміс 63'        | Стадіон: Медьєри ут Глядачі: 7500 Суддя: Франческо Маттеа |  |
| Уйпешт: Ласло Хаваш, Дьюла Футо (к), Петер Йоош, Дьюла Шереш, Дьордь Сюч, Анталь Салаї, Геза Кочиш, Єне Вінце, Дьюла Женгеллер, Ліпот Каллаї, Матяш Тот, тренер: Бела Яноші Венус: Ніколае Йордекеску, Лазер Сфера, Георге Албу, Альфред Айзенбайссер, Васіле Гайн, Теодор Беффа, Сілвіу Плоештяну, Юліу Бодола, Костас Хуміс, Петре Вилков (к), Лучан Груйн, тренер: Ференц Платтко |                                        |            |                  |                                                           |  |

| 1/8 фіналу 20 червня 1937 | Простейов          | 2:2 | Грассгоппер            | Простейов                                               |  |
| | Кухта 8' Дрозд 70' |     | Рупф 24' Артімович 55' | Стадіон: Простейов Глядачі: 8000 Суддя: Михайло Попович |  |
| Простейов: Франтішек Ржитичка, Карел Бернашек, Рудольф Кос, Вацлав Боушка, Йозеф Штробл, Олдржих Квапил, Богумил Прошек, Рудольф Дрозд, Ян Мелка, Франтішек Кухта, Антонін Дуфек, тренер: Рудольф Крженек Грассгоппер: Віллі Губер, Северіно Мінеллі, Вальтер Вайлер, Оскар Раух, Сіріо Вернаті, Германн Шпрінгер, Альфред Біккель, Йозеф Артімович, Ойген Рупф, Макс Абегглен, Макс Фогель, тренер: Карл Раппан |                    |     |                        |                                                         |  |

| 1/8 фіналу 25 червня 1937 | Аустрія (Відень)                          | 5:1        | Болонья     | Відень                                                        |  |
| 18:00 CET | Сінделар 3' Науш 18' 69' 79' Єрусалем 86' | (протокол) | Ск'явіо 90' | Стадіон: Пратерштадіон Глядачі: 38 000 Суддя: Богумил Женишек |  |
| Аустрія: Рудольф Церер, Вільгельм Копетко, Карл Сеста, Карл Адамек, Ганс Мок, Карл Андріц, Франц Ріглер, Вальтер Науш (к), Маттіас Сінделар, Камілло Єрусалем, Леопольд Ноймер, тренери: Вальтер Науш і Маттіас Сінделар Болонья: Карло Черезолі, Діно Фйоріні, Феліче Гаспері, Маріо Монтесанто, Мікеле Андреоло, Джордано Корсі, Бруно Маїні, Рафаель Сансоне, Анджело Ск'явіо (к), Франсиско Федулло, Карло Регуццоні, тренер: Арпад Вейс |                                           |            |             |                                                               |  |

| 1/8 фіналу 27 червня 1937 | Янг Фелловз | 1:0        | Ферст Вієнна | Цюрих                                                      |  |
| | Палі 23'    | (протокол) |              | Стадіон: Летцигрунд Глядачі: 6000 Суддя: Раффаеле Скорцоне |  |
| Янг Фелловз: Пауль Фе, Карл Кун, Ганс Ніффелер, Робер Каес, Ганс Фонтрон, Едуард Мюллер, Ойген Дібольд, Алессандро Фріджеріо, Лайош Палі, Густав Тегель, Лінгард, тренер: Отто Гафтль Вієнна: Віктор Гавлічек, Карл Райнер, Отто Каллер, Рудольф Патцка, Леопольд Гофманн, Леонард Маху, Йозеф Мольцер, Адольф Лаудон, Фрідріх Гшвайдль, Фердинанд Барилі, Франц Ердль, тренер: Фрідріх Гшвайдль |             |            |              |                                                            |  |

### Додаткові матчі
| 1/8 фіналу додатковий матч 29 червня 1937 | Янг Фелловз | 0:2        | Ферст Вієнна           | Цюрих                                                    |  |
| 16:15 CET |             | (протокол) | Фішер 50' Гшвайдль 83' | Стадіон: Гардтурм Глядачі: 4000 Суддя: Раффаеле Скорцоні |  |
| Янг Фелловз: Пауль Фе, Карл Кун, Ганс Ніффелер, Робер Каес, Ганс Фонтрон, Едуард Мюллер, Ойген Дібольд, Алессандро Фріджеріо, Лайош Палі, Антоніо Чізері, Лінгард, тренер: Отто Гафтль Вієнна: Віктор Гавлічек, Карл Райнер, Отто Каллер, Рудольф Патцка, Леопольд Гофманн, Леонард Маху, Йозеф Мольцер, Фрідріх Гшвайдль, Ріхард Фішер, Густав Поллак, Франц Ердль, тренер: Фрідріх Гшвайдль |             |            |                        |                                                          |  |

## Чвертьфінали
| Команда 1        | Заг. | Команда 2      | 1-й матч | 2-й матч |
| ---------------- | ---- | -------------- | -------- | -------- |
| Адміра (Відень)  | —    | Дженова 1893   | 2:2      | —        |
| Аустрія (Відень) | 7:5  | Уйпешт         | 5:4      | 2:1      |
| Лаціо            | 8:4  | Грассхоппер    | 6:1      | 2:3      |
| Ференцварош      | 4:3  | Ферст (Відень) | 2:1      | 0:1      |

### Перші матчі
| 1/4 фіналу 4 липня 1937 | Ференцварош           | 2:1        | Ферст Вієнна | Будапешт                                                 |  |
| | Шароші 14' Тольді 24' | (протокол) | Поллак 9'    | Стадіон: Юллеї ут Глядачі: 15 000 Суддя: Джузеппе Скарпі |  |
| Ференцварош: Йожеф Хада, Шандор Татраї, Лайош Кораньї, Ласло Хаморі, Дьюла Полгар, Дьюла Лазар, Міхай Танкош, Дьюла Кішш, Дьордь Шароші, Геза Тольді, Ласло Дєтваї, тренер: Еміль Раухмауль Вієнна: Віктор Гавлічек, Карл Райнер, Отто Каллер, Рудольф Патцка, Леопольд Гофманн, Леонард Маху, Йозеф Мольцер, Фрідріх Гшвайдль, Ріхард Фішер, Густав Поллак, Франц Ердль, тренер: Фрідріх Гшвайдль |                       |            |              |                                                          |  |

| 1/4 фіналу 4 липня 1937 | Лаціо                                        | 6:1        | Грассгоппер | Рим                                                      |  |
| 17:30 CET | Бузані 14' 75' Маркіні 31' Піола 34' 77' 84' | (протокол) | Фогель 5'   | Стадіон: Націонале ПНФ Глядачі: 11 000 Суддя: Адольф Міс |  |
| Лаціо: Джакомо Блазон, Бенедікто Цакконі, Альфредо Монца, Джузеппе Бальдо, Джузеппе Віані, Луїджі Мілано, Умберто Бузані, Ліберо Маркіні, Сільвіо Піола, Бруно Камолезе, Джованні Коста, тренер: Йожеф Віола Грассгоппер: Віллі Губер, Северіно Мінеллі, Вальтер Вайлер, Германн Шпрінгер, Сіріо Вернаті, Сігмунн Гуттормсен, Альфред Біккель, Йозеф Артімович, Ойген Рупф, Макс Абегглен, Макс Фогель, тренер: Карл Раппан |                                              |            |             |                                                          |  |

| 1/4 фіналу 4 липня 1937 | Адміра (Відень)              | 2:2        | Дженова 1893                              | Відень                                                      |  |
| 16:00 CET | Шиллінг 51' Шалль 86' (пен.) | (протокол) | Маркіоннескі 54' Серветті 73' Агостео 86' | Стадіон: Пратерштадіон Глядачі: 44 000 Суддя: Міхай Іванчич |  |
| Адміра: Петер Пляцер, Антон Шалль, Отто Марішка, Йоганн Урбанек, Віллібальд Ган, Франц Радакович, Леопольд Фогль, Вільгельм Ганеманн, Карл Штойбер, Франц Шиллінг, Адольф Фогль (к), тренер: Віктор Гірлендер Дженоа: Манліо Бачігалупо, Паоло Агостео (к), Ренато Віньйоліні, Арріго Морселлі, Джузеппе Бігоньо, Емануеле Фільола, П'єтро Аркарі, Маріо Пераццоло, Карло Серветті, Луїджі Скарабелло, Альфредо Маркіоннескі, тренер: Германн Фельснер |                              |            |                                           |                                                             |  |

| 1/4 фіналу 4 липня 1937 | Аустрія (Відень)                               | 5:4        | Уйпешт                          | Відень                                                      |  |
| 17:45 CET | Ноймер 18' Сінделар 57' Науш 62' 79' Сеста 67' | (протокол) | Кочиш 16' 41' Женгеллер 72' 75' | Стадіон: Пратерштадіон Глядачі: 47 000 Суддя: Бруно Пфюцнер |  |
| Рудольф Церер, Вільгельм Копетко, Карл Сеста, Карл Адамек, Ганс Мок, Карл Андріц, Франц Ріглер, Вальтер Науш, Маттіас Сінделар, Камілло Єрусалем, Леопольд Ноймер, тренери: Вальтер Науш і Маттіас Сінделар Ласло Хаваш, Дьюла Футо, Петер Йоош, Дьюла Шереш, Дьордь Сюч, Анталь Салаї, Геза Кочиш, Єне Вінце, Дьюла Женгеллер, Ліпот Каллаї, Матяш Тот, тренер: Бела Яноші |                                                |            |                                 |                                                             |  |

### Матчі-відповіді
| 1/4 фіналу 11 липня 1937 | Дженова 1893 | відмінений | Адміра (Відень) | Генуя |  |
|                          |              |            |                 |       |  |
|                          |              |            |                 |       |  |

| 1/4 фіналу 11 липня 1937 | Уйпешт           | 1:2        | Аустрія (Відень)          | Будапешт                                                    |  |
| 18:00 CET | Кочиш 73' (пен.) | (протокол) | Сінделар 42' Єрусалем 59' | Стадіон: Іллеї ут Глядачі: 28 000 Суддя: Ріналдо Барлассіна |  |
| Уйпешт: Ласло Хаваш, Дьюла Футо, Петер Йоош, Дьюла Шереш, Дьордь Сюч, Іштван Балог, Геза Кочиш, Єне Вінце, Дьюла Женгеллер, Ліпот Каллаї, Матяш Тот, тренер: Бела Яноші Аустрія: Рудольф Церер, Карл Андріц, Карл Сеста, Карл Адамек, Ганс Мок, Вальтер Науш, Франц Ріглер, Йозеф Штро, Маттіас Сінделар, Камілло Єрусалем, Леопольд Ноймер, тренери: Вальтер Науш і Маттіас Сінделар |                  |            |                           |                                                             |  |

| 1/4 фіналу 11 липня 1937 | Грассгоппер                 | 3:2        | Лаціо                 | Цюрих                                                  |  |
| | Крісмер 35' Біккель 39' 77' | (протокол) | Маркіні 26' Піола 52' | Стадіон: Гардтурм Глядачі: 7000 Суддя: Паль фон Герцка |  |
| Грассгоппер: Віллі Губер, Северіно Мінеллі, Вальтер Вайлер, Германн Шпрінгер, Сіріо Вернаті, Сігмунн Гуттормсен, Альфред Біккель, Фріц Вагнер, Йозеф Артімович, Макс Абегглен, Гайнріх Крісмер, тренер: Карл Раппан Лаціо: Джакомо Блазон, Бенедікто Цакконі, Альфредо Монца, Джузеппе Бальдо, Джузеппе Віані, Луїджі Мілано, Умберто Бузані, Ліберо Маркіні, Сільвіо Піола, Бруно Камолезе, Джованні Коста, тренер: Йожеф Віола |                             |            |                       |                                                        |  |

| 1/4 фіналу 11 липня 1937 | Ферст Вієнна      | 1:0        | Ференцварош | Відень                                                 |  |
| 18:00 CET | Поллак 20' (пен.) | (протокол) |             | Стадіон: Пратерштадіон Глядачі: 12 000 Суддя: Ян Бізик |  |
| Вієнна: Віктор Гавлічек, Карл Райнер, Отто Каллер, Рудольф Патцка, Леопольд Гофманн, Леонард Маху, Йозеф Мольцер, Фрідріх Гшвайдль, Ріхард Фішер, Густав Поллак, Франц Ердль, тренер: Фрідріх Гшвайдль Ференцварош: Йожеф Хада, Шандор Татраї, Лайош Кораньї, Ласло Хаморі, Дьордь Шароші, Дьюла Лазар, Міхай Біро, Дьюла Кішш, Ласло Якаб, Геза Тольді, Ласло Дєтваї, тренер: Еміль Раухмауль |                   |            |             |                                                        |  |

### Додатковий матч
| 1/4 фіналу 14 липня 1937 | Ференцварош               | 2:1        | Ферст Вієнна | Будапешт                                                    |  |
| 17:00 CET | Маху 24' (аг.) Тольді 40' | (протокол) | Каллер 57'   | Стадіон: Юллеї ут Глядачі: 16 000 Суддя: Ріналдо Барлассіна |  |
| Ференцварош: Йожеф Хада, Шандор Татраї, Лайош Кораньї, Бела Поша, Ласло Хаморі, Дьюла Лазар, Міхай Біро, Дьюла Кішш, Дьордь Шароші, Геза Тольді, Тібор Кемень, тренер: Еміль Раухмауль Вієнна: Віктор Гавлічек, Карл Райнер, Віллібальд Шмаус, Рудольф Патцка, Леопольд Гофманн, Леонард Маху, Йозеф Мольцер, Отто Каллер, Фрідріх Гшвайдль, Густав Поллак, Франц Ердль, тренер: Фрідріх Гшвайдль |                           |            |              |                                                             |  |

## Півфінали
| Команда 1        | Заг. | Команда 2   | 1-й матч | 2-й матч |
| ---------------- | ---- | ----------- | -------- | -------- |
| Аустрія (Відень) | 5:7  | Ференцварош | 4:1      | 1:6      |
| Лаціо            | —    |             | —        | —        |

### Перші матчі
| 18 липня 1937 | Аустрія (Відень)                       | 4:1        | Ференцварош       | Відень                                                    |  |
| 17:45 CET | Єрусалем 14' 57' Штро 39' Сінделар 62' | (протокол) | Шароші 49' (пен.) | Стадіон: Пратерштадіон Глядачі: 32 000 Суддя: Ганс Вютріх |  |
| Аустрія: Рудольф Церер, Карл Андріц, Карл Сеста, Карл Адамек, Ганс Мок, Вальтер Науш, Франц Ріглер, Йозеф Штро, Маттіас Сінделар, Камілло Єрусалем, Леопольд Ноймер, тренери: Вальтер Науш і Маттіас Сінделар Ференцварош: Йожеф Хада, Шандор Татраї, Лайош Кораньї, Ласло Хаморі, Дьордь Шароші, Дьюла Лазар, Міхай Біро, Дьюла Кішш, Дьюла Польгар, Геза Тольді, Ласло Дєтваї, тренер: Еміль Раухмауль |                                        |            |                   |                                                           |  |

### Матчі-відповіді
| 25 липня 1937 | Ференцварош                                      | 6:1        | Аустрія (Відень) | Будапешт                                                   |  |
| 17:45 CET | Кемень 7' 59' Шароші 23' 77' Кішш 57' Тольді 85' | (протокол) | Сінделар 43'     | Стадіон: Іллеї ут Глядачі: 22 000 Суддя: Дженерозо Даттіло |  |
| Ференцварош: Йожеф Хада, Шандор Татраї, Лайош Кораньї, Ласло Хаморі, Дьюла Польгар, Дьюла Лазар, Міхай Танкош, Дьюла Кішш, Дьордь Шароші, Геза Тольді, Тібор Кемень, тренер: Еміль Раухмауль Аустрія: Рудольф Церер, Карл Андріц, Карл Сеста, Карл Адамек, Ганс Мок, Вальтер Науш, Франц Ріглер, Йозеф Штро, Маттіас Сінделар, Камілло Єрусалем, Леопольд Ноймер, тренери: Вальтер Науш і Маттіас Сінделар |                                                  |            |                  |                                                            |  |

## Фінал
| Команда 1   | Заг. | Команда 2 | 1-й матч | 2-й матч |
| ----------- | ---- | --------- | -------- | -------- |
| Ференцварош | 9:6  | Лаціо     | 4:2      | 5:4      |

### Перший фінальний матч
| 12 вересня 1937 |

| Ференцварош                                             | 4:2        | Лаціо                                |
| ------------------------------------------------------- | ---------- | ------------------------------------ |
| Геза Тольді 22' Дьордь Шароші 53' 60' (пен.) 74' (пен.) | (протокол) | Умберто Бузані 26' Сільвіо Піола 64' |

| Іллеї ут, Будапешт Глядачів: 32 000 Арбітр: Августін Кріст |

|                  |    |               |  |
|                  |    |               |  |
| ВР               | 1  | Йожеф Хада    |  |
| ЗХ               | 2  | Шандор Татраї |  |
| ЗХ               | 3  | Лайош Кораньї |  |
| ПЗ               | 4  | Бела Магда    |  |
| ПЗ               | 5  | Дьюла Польгар |  |
| ПЗ               | 6  | Бела Секей    |  |
| НП               | 7  | Міхай Танкош  |  |
| НП               | 8  | Дьюла Кішш    |  |
| НП               | 9  | Дьордь Шароші |  |
| НП               | 10 | Геза Тольді   |  |
| НП               | 11 | Тібор Кемень  |  |
| Головний тренер: |    |               |  |
| Еміль Раухмауль  |    |               |  |

|                  |    |                   |  |
|                  |    |                   |  |
| ВР               | 1  | Джакомо Блазон    |  |
| ЗХ               | 2  | Бенедікто Цакконі |  |
| ЗХ               | 3  | Альфредо Монца    |  |
| ПЗ               | 4  | Джузеппе Бальдо   |  |
| ПЗ               | 5  | Джузеппе Віані    |  |
| ПЗ               | 6  | Луиджі Мілано     |  |
| НП               | 7  | Умберто Бузані    |  |
| НП               | 8  | Ліберо Маркіні    |  |
| НП               | 9  | Сільвіо Піола     |  |
| НП               | 10 | Бруно Камолезе    |  |
| НП               | 11 | Джованні Коста    |  |
| Головний тренер: |    |                   |  |
| Йожеф Віола      |    |                   |  |

### Другий фінальний матч
| 24 жовтня 1937 15:00 CET |

| Лаціо                                       | 4:5        | Ференцварош                                                   |
| ------------------------------------------- | ---------- | ------------------------------------------------------------- |
| Джованні Коста 4' Сільвіо Піола 18' 23' 35' | (протокол) | Дьордь Шароші 5' (пен.) 8' 80' Геза Тольді 37' Дьюла Кішш 71' |

| Стадіо Націонале ПНФ, Рим Глядачів: 35 000 Арбітр: Ганс Вютріх |

|                  |    |                   |  |
|                  |    |                   |  |
| ВР               | 1  | Вінченцо Провера  |  |
| ЗХ               | 2  | Бенедікто Цакконі |  |
| ЗХ               | 3  | Альфредо Монца    |  |
| ПЗ               | 4  | Джузеппе Бальдо   |  |
| ПЗ               | 5  | Джузеппе Віані    |  |
| ПЗ               | 6  | Луиджі Мілано     |  |
| НП               | 7  | Умберто Бузані    |  |
| НП               | 8  | Ліберо Маркіні    |  |
| НП               | 9  | Сільвіо Піола     |  |
| НП               | 10 | Бруно Камолезе    |  |
| НП               | 11 | Джованні Коста    |  |
| Головний тренер: |    |                   |  |
| Йожеф Віола      |    |                   |  |

|                  |    |               |  |
|                  |    |               |  |
| ВР               | 1  | Йожеф Хада    |  |
| ЗХ               | 2  | Шандор Татраї |  |
| ЗХ               | 3  | Лайош Кораньї |  |
| ПЗ               | 4  | Бела Магда    |  |
| ПЗ               | 5  | Дьюла Польгар |  |
| ПЗ               | 6  | Бела Секей    |  |
| НП               | 7  | Міхай Танкош  |  |
| НП               | 8  | Дьюла Кішш    |  |
| НП               | 9  | Дьордь Шароші |  |
| НП               | 10 | Геза Тольді   |  |
| НП               | 11 | Тібор Кемень  |  |
| Головний тренер: |    |               |  |
| Еміль Раухмауль  |    |               |  |

## Найкращі бомбардири
| № | Гравець          | Команда          | Голи |
| - | ---------------- | ---------------- | ---- |
| 1 | Дьордь Шароші    | Ференцварош      | 12   |
| 2 | Сільвіо Піола    | Лаціо            | 11   |
| 3 | Геза Тольді      | Ференцварош      | 9    |
| 4 | Дьюла Женгеллер  | Уйпешт           | 8    |
| 5 | Маттіас Сінделар | Аустрія (Відень) | 6    |
| 6 | Вальтер Науш     | Аустрія (Відень) | 5    |
| 7 | Камілло Єрусалем | Аустрія (Відень) | 4    |